# Faces (festival)

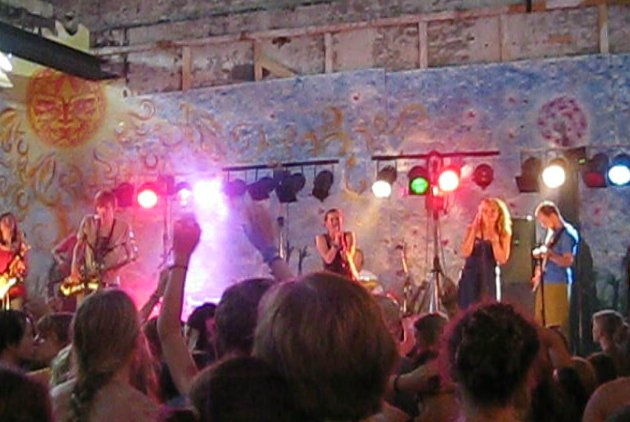
Maria Gasolina i Faces 2008

Faces är en årlig musikfestival i Raseborg i södra Finland som fokuserar på mångkulturalism och världsmusik sedan år 1998. Arrangör är den ideella föreningen Etnokult rf, grundad i december 1997 av Börje Mattson och Holger Wickström. Den årliga verksamheten avslutades år 2022 i och med den 25. musikfestivalen. Faces-verksamheten fortsätter i andra former.

## Platser

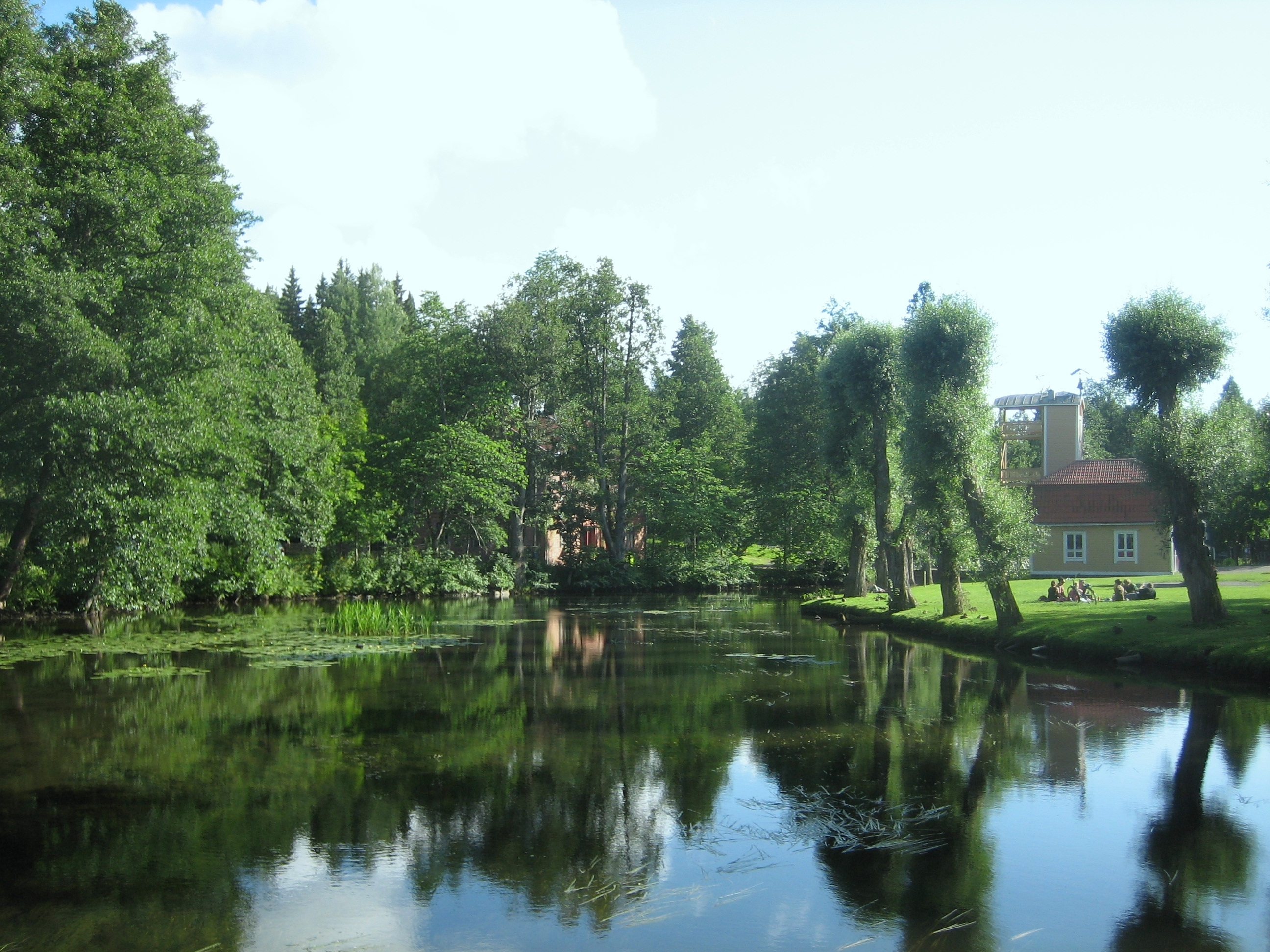
Vyn från Fiskars by, orten där Faces arrangerades 2016 som tre dag festival i första veckoslut Augusti.

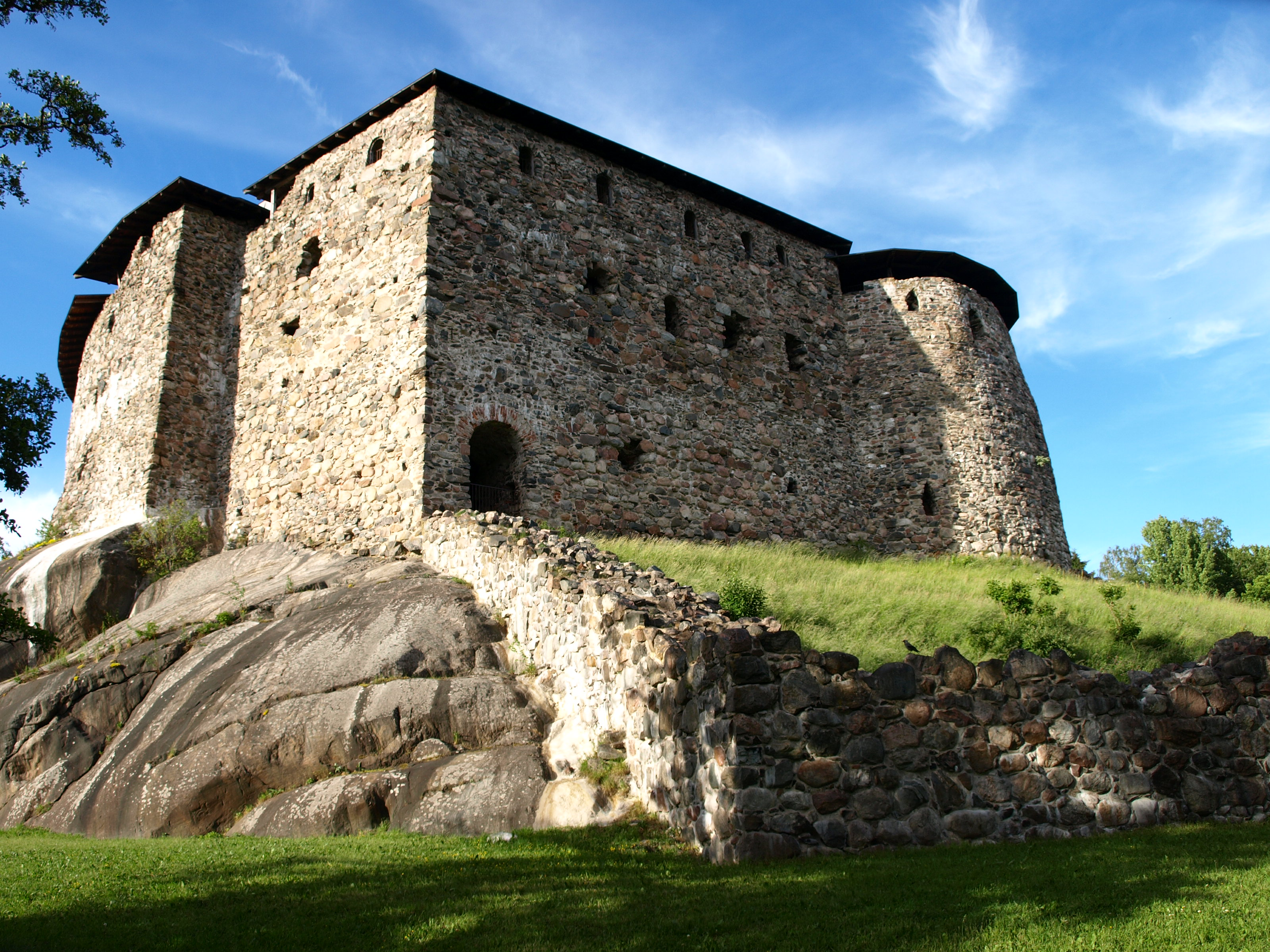
Raseborgs slottsruin var orten för första Faces år 1998 och igen under 2014-2015.

- 1998 var festivalen vid Raseborgs slott ruiner.[3]
- 1999-2009 Faces var arrangemanget vid Billnäs bruk, Raseborg
- 2010-2013 platsen var Gumnäs, Raseborg
- 2014-2015 festivalen återkom till Raseborg slott
- 2016 arrangeras festivalen under första helgen i augusti i Fiskars by, Raseborg.[4]

## Program
Programmet är varierande med nationell och internationell etnisk musik. Andra evenemang i Faces är Finska Street Performance Championships, Small Faces-program med utrymme för barn med inklusive en badplats. Det förekommer även crowdsourcing med Freedom Stage och konstinstallationer på festivalområdet.